# Saint-Nicolas-de-la-Haie
Saint-Nicolas-de-la-Haie é uma comuna francesa na região administrativa da Normandia, no departamento de Sena Marítimo. Estende-se por uma área de 3,16 km². Em 2010 a comuna tinha 425 habitantes (densidade: 134,5 hab./km²).